# Podziały peryklinalne
Podziały peryklinalne – podział komórki, w którym nowo powstająca ściana podziałowa jest równoległa do powierzchni stycznej organu. Podział komórki może przyjmować jedną z 3 orientacji, bądź orientację pośrednią między nimi.
Orientację nowo powstającej ściany podziałowej wyznacza się względem ułożenia organu, osi długiej, powierzchni poprzecznej oraz stycznej.
Podziały te zachodzą na przykład w korpusie stożka wzrostu łodygi. Poza podziałami peryklinalnymi w tej części merystemu wierzchołkowego zachodzą też podziały antyklinalne i skośne.